# Aeroporto Internacional de Sanya Phoenix
O Aeroporto Internacional de Sanya Phoenix é um aeroporto em Sanya, Hainan, República Popular da China. 
Em 2009, o Aeroporto de Sanya teve um aumento de 32,2% no fluxo de passageiros, registrando 7.941.345 e se tornando o 18º aeroporto da China. Conhecido por suas pequenas dimensões, ele tem papel importante em trazer turistas a Sanya.

## Linhas Aéreas e Destinos
| Companhias                | Destinos |  |
| ------------------------- | --- |  |
| Air China                 | Beijing-Capital, Chengdu |  |
| China Eastern Airlines    | Changsha, Chongqing, Hangzhou, Kunming, Nanjing, Seoul-Incheon, Shanghai-Pudong, Xi'an                                                          |  |
| China Southern Airlines   | Beijing-Capital, Changsha, Chongqing, Guangzhou, Guilin, Hong Kong, Ningbo, Shanghai-Hongqiao, Shanghai-Pudong, Shenzhen, Shijiazhuang, Taiyuan |  |
| China United Airlines     | Beijing-Nanyuan |  |
| China West Air            | Chongqing |  |
| Deer Jet                  | Changsha, Chengdu, Chongqing, Guangzhou, Hangzhou, Nanchang, Nanjing, Shenzhen, Tianjin, Xi'an, Wuhan, Zhengzhou                                |  |
| Dragonair                 | Hong Kong |  |
| Hainan Airlines           | Beijing-Capital, Changsha, Chongqing, Guangzhou, Guiyang, Shenzhen, Zhengzhou                                                                   |  |
| Hong Kong Express Airways | Hong Kong |  |
| Juneyao Airlines          | Shanghai-Hongqiao, Shanghai-Pudong |  |
| Lucky Air                 | Kunming |  |
| Okay Airways              | Zhuhai |  |
| Shanghai Airlines         | Guangzhou, Shanghai-Pudong, Tianjin, Xi'an |  |
| Shenzhen Airlines         | Guangzhou, Shenzhen, Wenzhou |  |
| Sichuan Airlines          | Chengdu, Chongqing |  |
| Spring Airlines           | Shanghai-Pudong |  |
| Transaero Airlines        | Moscow-Domodedovo |  |
| Xiamen Airlines           | Xiamen |  |